# One More Time (canción de Daft Punk)
«One More Time» es una canción realizada por el dúo francés Daft Punk, lanzada inicialmente como sencillo el 13 de noviembre de 2000 y después incluida en el álbum de 2001 Discovery, y contó con la voz de Romanthony modificada con Auto-Tune. Está basada en el sample de la canción «More Spell On You» de Eddie Johns.
El video de «One More Time» es un cortometraje de animación dirigido por Kazuhisa Takenouchi. Apareció en la introducción de la película Interstella 5555, así como en los videojuegos Boogie y SingStar.
Existen varias ediciones del sencillo, así como un club mix. Aunque la edición larga para radio tiene la misma duración que la versión del álbum, ambas están estructuradas musicalmente de manera distinta.
En 2002, la canción fue nominada al Premio Grammy a la mejor grabación dance. También se ubicó en el quinto lugar en una encuesta realizada por Pitchfork Media en la que seleccionaba "las 500 canciones de la década de 2000", y fue # 33 en las 100 mejores canciones de la década (2000-2009) según la revista Rolling Stone. Esta misma revista, la seleccionó como la número 307 en una lista de "las 500 mejores canciones de todos los tiempos", en mayo de 2010. One More Time también fue nombrada como La Mejor Canción Dance de Todos Los Tiempos por una encuesta realizada por la revista Mixmag.

## Posicionamiento en listas
En su tierra natal, Francia, debutó en la primera ubicación, convirtiéndose en el primer sencillo de la banda en obtener el número uno. Debutó en Australia en la posición n.° 46 hasta llegar al n.° 10, convirtiendo a «One More Time» en el sencillo más exitoso de Daft Punk en aquel país, luego superado por "Get Lucky" en 2013, el cual fue número 1. En México debutó en el n°1, siendo el mejor éxito de este grupo en dicho país. En Reino Unido llegó hasta la posición n.° 2 de la lista, siendo también el de mejor rendimiento hasta el lanzamiento del sencillo número uno "Get Lucky" en 2013. En los Estados Unidos, alcanzó el número 61 del Billboard Hot 100 y fue número uno en la lista de música dance de la revista Billboard, convirtiéndose en su tercer número uno en esta lista.
| Listas (2000–01)                         | Mejor posición |
| ---------------------------------------- | -------------- |
| Alemania (Offizielle Deutsche Charts)    | 10             |
| Australia (ARIA)                         | 10             |
| Austria (Ö3 Austria Top 40)              | 7              |
| Bélgica (Flandes) (Ultratop 50)          | 6              |
| Bélgica (Valonia) (Ultratop 50)          | 7              |
| Canadá (Canadian Singles Chart)          | 1              |
| Dinamarca (Tracklisten)                  | 11             |
| España (Top 100 Canciones)               | 3              |
| Estados Unidos (Billboard Hot 100)       | 61             |
| Estados Unidos (Hot Dance Club Songs)    | 1              |
| Estados Unidos (Hot Dance Singles Sales) | 1              |
| Estados Unidos (Top 40 Mainstream)       | 33             |
| Eurochart Hot 100 Singles                | 1              |
| Finlandia (OFC)                          | 8              |
| Francia (SNEP)                           | 1              |
| Irlanda (IRMA)                           | 9              |
| Italia (FIMI)                            | 5              |
| Japón (Japan Hot 100)                    | 49             |
| Nueva Zelanda (Recorded Music NZ)        | 10             |
| Países Bajos (Dutch Top 40)              | 11             |
| Reino Unido (UK Singles Chart)           | 2              |
| Suecia (Sverigetopplistan)               | 26             |
| Suiza (Schweizer Hitparade)              | 6              |

## Certificaciones
| País        | Organismo certificador | Certificación  | Ref.   |
| ----------- | ---------------------- | -------------- | ------ |
| Alemania    | BVMI                   | Disco de Oro   | [ 24 ] |
| Australia   | ARIA                   | Disco de Oro   | [ 25 ] |
| Bélgica     | BEA                    | Disco de Oro   | [ 26 ] |
| Francia     | SNEP                   | Disco de Oro   | [ 27 ] |
| Reino Unido | BPI                    | Disco de Plata | [ 28 ] |
| Suiza       | IFPI Suiza             | Disco de Oro   | [ 29 ] |

## Sucesión en listas
| Anterior: «Les Rois du monde» de Philippe d'Avilla, Damien Sargue & Grégory Baquet | SNEP Singles Chart — Sencillo Nro 1 18 de noviembre de 2000 — 25 de noviembre de 2000       | Siguiente: «Les Rois du monde» de Philippe d'Avilla, Damien Sargue & Grégory Baquet |
| Anterior: «Shape of My Heart» de Backstreet Boys                                   | Eurochart Hot 100 — Sencillo Nro 1 2 de diciembre de 2000 — 9 de diciembre de 2000          | Siguiente: «Independent Women Part I» de Destiny's Child                            |
| Anterior: «Livin' for Love» de Natalie Cole                                        | Billboard Hot Dance Club Play — Sencillo Nro 1 30 de diciembre de 2000 — 6 de enero de 2001 | Siguiente: «The Underground» de Celeda                                              |